# Aljaž Bedene
Aljaž Bedene (Lubiana, 18 luglio 1989) è un ex tennista sloveno naturalizzato britannico dal 2015 al 2017.
Vanta in singolare 4 finali raggiunte nel circuito maggiore, oltre a 16 titoli vinti nei tornei Challenger, e il suo miglior ranking ATP è stato il 43º posto del febbraio 2018. Ha esordito nella squadra slovena di Coppa Davis nel 2010.

## Carriera

### 2008-2011, inizi da professionista, primi titoli e infortunio al polso
Comincia a giocare a tennis a sette anni. A metà del 2008 esordisce nel circuito ITF Futures e nel gennaio 2009 vince il primo titolo da professionista nel torneo di doppio del Futures Austria F1 in coppia con Andrej Martin. A giugno disputa e perde la prima finale ITF in singolare al torneo Slovenia F2, e dopo averne persa un'altra a luglio, in agosto vince il primo titolo ITF in singolare allo Slovak Republic F2. Nel finale di stagione disputa altre 4 finali ITF in singolare e una in doppio, vincendole tutte. Tra il 2008 e il 2011, problemi al polso destro lo tengono lontano dalle competizioni per un totale di 16 mesi.
Nel marzo 2010 debutta con una vittoria in singolare nella squadra slovena di Coppa Davis in occasione della sfida vinta 5-0 contro la Norvegia. In quella stagione comincia a partecipare con maggiore frequenza ai tornei Challenger nei quali riesce ad essere competitivo solo dal 2011, anno nel quale vince ad aprile il primo titolo di categoria all'Open Barletta battendo in finale Filippo Volandri. Il primo titolo Challenger in doppio arriva a settembre a Lubiana in coppia con Grega Žemlja. A ottobre supera per la prima volta le qualificazioni in un torneo del circuito maggiore all'ATP 250 di Vienna, accede al secondo turno grazie al ritiro di Ivo Karlović e viene quindi eliminato dall'ex numero due del mondo Tommy Haas dopo aver vinto il primo set.

### 2012, 4 titoli Challenger, quarti di finale all'ATP di Vienna e top 100
Nel 2012 compie un salto di qualità diventando uno dei tennisti più competitivi nei Challenger, vince 4 delle 5 finali disputate e si qualifica come quinta testa di serie alle ATP Challenger Tour Finals di São Paulo, dove viene sconfitto in semifinale da Adrian Ungur. Quell'anno gioca due tornei nel circuito maggiore, raggiunge il secondo turno a Belgrado e disputa per la prima volta i quarti di finale nel circuito maggiore a Vienna. Nel corso della stagione, iniziata alla 165ª posizione nel ranking, migliora più volte la classifica, a luglio entra per la prima volta nella top 100 e la settimana successiva sale alla 79ª posizione.

### 2013-2014, prima semifinale ATP e tre titoli Challenger
Al primo torneo del 2013, il Chennai Open, raggiunge la prima semifinale ATP in carriera e viene sconfitto da Janko Tipsarević dopo aver battuto nei quarti il n. 17 del mondo Stan Wawrinka. Dopo essere stato eliminato per 5 volte nelle qualificazioni dei tornei del Grande Slam, ai successivi Australian Open entra per la prima volta nel tabellone principale per diritto di classifica e viene subito sconfitto da Benjamin Becker in quattro set. Nel prosieguo della stagione raggiunge i quarti di finale a Umago e vince i Challenger di Roma e Banja Luka. Nel corso del 2013 raggiunge in doppio le semifinali nei tornei ATP di Buenos Aires e Casablanca e perde due finali Challenger, risultati con cui si porta in ottobre al 127ºposto mondiale, che rimarrà il best ranking in carriera. Dopo i quarti di finale a Chennai all'esordio stagionale del 2014, a marzo raggiunge per la prima volta il terzo turno in un Masters 1000 al Miami Open e viene eliminato da Benjamin Becker. Il miglior risultato del periodo successivo è il titolo vinto al Challenger di Todi e chiude la stagione in settembre al 145º posto del ranking.

### 2015, prima finale ATP, cittadinanza britannica, tre titoli Challenger e top 50
Inizia il 2015 disputando la prima finale ATP in carriera a Chennai, e viene sconfitto dal numero 4 del mondo Stan Wawrinka per 6-3 6-4. A marzo vince il prestigioso Challenger di Irving superando in finale Tim Smyczek e torna nella top 100 da cui era uscito nel gennaio 2014; nel corso della stagione vincerà altri due titoli di categoria. A fine mese acquisisce il passaporto britannico con l'intenzione di ottenere un permesso speciale per giocare la Coppa Davis per la Gran Bretagna nonostante avesse già giocato il torneo per la Slovenia. Due mesi più tardi la Federazione Internazionale Tennis respinge la richiesta e Bedene, supportato dalle Federazione britannica, presenta ricorso. Vince il primo incontro in un torneo dello Slam a Wimbledon battendo al primo turno Radek Štěpánek e viene quindi eliminato da Viktor Troicki. Tra i migliori risultati di questo periodo vi sono i quarti di finale raggiunti all'ATP 500 di Amburgo e il secondo turno agli US Open, e a ottobre fa il suo ingresso nella top 50 del ranking.

### 2016-2017, una finale ATP, tre titoli Challenger e rinuncia alla cittadinanza britannica
Dopo la semifinale raggiunta a Chennai a inizio 2016, torna a mettersi in luce raggiungendo per la prima volta il terzo turno in uno Slam al Roland Garros, e raccoglie solo 8 giochi contro Novak Đoković dopo aver eliminato al quinto set Pablo Carreño Busta. Consegue pochi altri risultati degni di nota e chiude fuori dalla top 100 la stagione che aveva iniziato al 45º posto. Dopo i quarti di finale raggiunti a Chennai e tre titoli vinti nei tornei Challenger, nell'aprile 2017 disputa  all'Hungarian Open di Budapest la sua seconda finale ATP e raccoglie solo 4 giochi contro Lucas Pouille. A luglio si spinge per la prima volta fino al terzo turno a Wimbledon. L'appello per giocare la Davis con i britannici viene respinto, a dicembre rinuncia alla nazionalità britannica e dal 2018 torna a rappresentare la Slovenia.

### 2018, una finale ATP e 43º nel ranking
Nel febbraio 2018 disputa la sua terza finale ATP a Buenos Aires e viene sconfitto in due set da Dominic Thiem dopo aver eliminato tra gli altri Albert Ramos-Vinolas e l'idolo di casa Diego Schwartzman; a fine torneo sale al 43º posto mondiale, che rimarrà il best ranking in carriera. Al secondo turno del successivo ATP 500 di Rio de Janeiro batte il nº 11 del mondo Pablo Carreño Busta e viene sconfitto al terzo da Fabio Fognini. Dopo la semifinale persa a Budapest contro John Millman, si spinge per la prima volta fino agli ottavi di finale in un Masters 1000 agli Internazionali d'Italia e perde al terzo set contro Carreño Busta. Non supera mai il secondo turno nei successivi tornei ATP stagionali e a settembre vince il Challenger di Orléans.

### 2019, una finale ATP, semifinale a Rio e un titolo Challenger
Nel febbraio 2019 raggiunge i quarti di finale al 250 di Cordoba e si ritira dal torneo a Rio de Janeiro dopo aver vinto il match dei quarti di finale. A luglio viene battuto al terzo set da Dušan Lajović nei quarti di finale a Umago e il mese successivo vince il Challenger di Portorose. Raggiunge per la prima volta il terzo turno agli US Open eliminando al tie break del quinto set Benoit Paire e viene sconfitto dal nº 6 del mondo Alexander Zverev in quattro set dopo aver vinto il primo. A settembre perde in finale all'ATP 250 di Metz contro Jo-Wilfried Tsonga dopo aver vinto il primo set. Il mese dopo esce nei quarti al 500 di Vienna.

### 2020-2022, quattro volte nei quarti di finale ATP, malattia, crollo nel ranking e ritiro
Inizia il 2020 raggiungendo i quarti di finale sul cemento di Doha e raccoglie solo 7 giochi contro Wawrinka. Supera per la prima volta il primo turno agli Australian Open eliminando in 5 set James Duckworth ed esce di scena al secondo turno per mano di Ernests Gulbis. Torna a mettersi in luce raggiungendo i quarti di finale al Rotterdam Open eliminando prima Benoît Paire e cogliendo poi una clamorosa vittoria in due set contro Stefanos Tsitsipas; viene quindi eliminato da Félix Auger-Aliassime. Supera il quotato Karen Chačanov al primo turno di Marsiglia e viene poi sconfitto da Gilles Simon. Al Cincinnati Open, giocato straordinariamente a New York, supera nelle qualificazioni Denis Kudla e Dennis Novak. Raggiunge poi il terzo turno con i successi su Cristian Garín e Taylor Fritz e viene eliminato da Daniil Medvedev. Il miglior risultato di fine stagione è il terzo turno raggiunto al Roland Garros, ed è costretto al ritiro sotto di due set contro Tsitsipas.
I primi risultati importanti del 2021 arrivano in primavera con il terzo turno raggiunto all'ATP 500 di Dubai e i quarti di finale a Cagliari e a Lione. Dopo il terzo turno disputato al torneo di Wimbledon, problemi di salute lo costringono a chiudere in anticipo la stagione e a stare 8 mesi lontano dalle competizioni. Rientra nel marzo 2022 e il primo risultato di rilievo è il terzo turno al Roland Garros. A maggio annuncia l'intenzione di ritirarsi a fine stagione per dedicarsi all'attività di procuratore sportivo per calciatori. Sconfitto al primo turno negli ultimi 5 tornei disputati, tra cui gli US Open, a giugno esce dalla top 200 e ad agosto dalla top 300. Chiude la carriera a settembre con la sfida di Coppa Davis vinta contro l'Estonia con il successo sia in singolare che in doppio assieme a Blaž Rola.

## Statistiche

### Singolare

#### Finali perse (4)
| Legenda              |
| Grande Slam (0)      |
| ATP Finals (0)       |
| ATP Masters 1000 (0) |
| ATP Tour 500 (0)     |
| ATP Tour 250 (4)     |

| N. | Data              | Torneo                           | Superficie  | Avversario in finale | Punteggio           |
| 1. | 11 gennaio 2015   | Aircel Chennai Open, Chennai     | Cemento     | Stan Wawrinka        | 3-6, 4-6            |
| 2. | 30 aprile 2017    | Gazprom Hungarian Open, Budapest | Terra rossa | Lucas Pouille        | 3-6, 1-6            |
| 3. | 18 febbraio 2018  | Argentina Open, Buenos Aires     | Terra rossa | Dominic Thiem        | 2-6, 4-6            |
| 4. | 22 settembre 2019 | Moselle Open, Metz               | Cemento (i) | Jo-Wilfried Tsonga   | 7-6(4), 6(6)-7, 3-6 |

### Tornei minori

#### Singolare

##### Vittorie (21)
| Legenda tornei minori |
| Challenger (16)       |
| Futures (5)           |

| N.  | Data              | Torneo                                       | Superficie  | Avversario in finale | Punteggio        |
| 1.  | 16 agosto 2009    | Slovak Republic F2, Piešťany                 | Terra rossa | Martin Fafl          | 6-0, 2-0 rit.    |
| 2.  | 22 agosto 2009    | Austria F7, Sankt Pölten                     | Terra rossa | Benoît Paire         | 6-4, 6-0         |
| 3.  | 6 settembre 2009  | Austria F9, Wels                             | Terra rossa | Nicolas Reissig      | 6-1, 6-2         |
| 4.  | 18 ottobre 2009   | Croatia F9, Ragusa                           | Terra rossa | Attila Balázs        | 6-2, 7-6(11)     |
| 5.  | 15 novembre 2009  | Turkey F13, Antalya                          | Terra rossa | Aldin Šetkić         | 6-2, 6-1         |
| 6.  | 4 aprile 2011     | Open Barletta, Barletta                      | Terra rossa | Filippo Volandri     | 7-5, 6-3         |
| 7.  | 5 marzo 2012      | Morocco Tennis Tour - Casablanca, Casablanca | Terra rossa | Nicolas Devilder     | 7-6(6), 7-6(4)   |
| 8.  | 9 aprile 2012     | Open Barletta, Barletta                      | Terra rossa | Potito Starace       | 6–2, 6–0         |
| 9.  | 18 giugno 2012    | Košice Open, Košice                          | Terra rossa | Simon Greul          | 7-6(1), 6-2      |
| 10. | 30 luglio 2012    | ATP China Challenger International, Wuhan    | Cemento     | Josselin Ouanna      | 6-3, 4-6, 6-3    |
| 11. | 12 maggio 2013    | Garden Open, Roma                            | Terra rossa | Filippo Volandri     | 6–4, 6–2         |
| 12. | 15 settembre 2013 | Banja Luka Challenger, Banja Luka            | Terra rossa | Diego Schwartzman    | 6-3, 6-4         |
| 13. | 6 luglio 2014     | Internazionali Città di Todi, Todi           | Terra rossa | Márton Fucsovics     | 2–6, 7-6(4), 6-4 |
| 14. | 22 marzo 2015     | Irving Tennis Classic, Irving                | Cemento     | Tim Smyczek          | 7-6(3), 3-6, 6-3 |
| 15. | 9 maggio 2015     | Garden Open, Roma                            | Terra rossa | Adam Pavlásek        | 7-5, 6-2         |
| 16. | 12 luglio 2015    | Internazionali Città di Todi, Todi           | Terra rossa | Nicolás Kicker       | 7–6(3), 6-4      |
| 17. | 19 marzo 2017     | Irving Tennis Classic, Irving                | Cemento     | Michail Kukuškin     | 6–4, 3–6, 6–1    |
| 18. | 9 aprile 2017     | Sophia Antipolis Open, Sophia Antipolis      | Terra rossa | Benoît Paire         | 6-2, 6-2         |
| 19. | 16 aprile 2017    | Open Barletta, Barletta                      | Terra rossa | Gastão Elias         | 7-6(4), 6-3      |
| 20. | 30 settembre 2018 | Open d'Orléans, Orléans                      | Cemento     | Antoine Hoang        | 4–6, 6–1, 7–6(6) |
| 21. | 18 agosto 2019    | Tilia Slovenia Open, Portorose               | Cemento     | Viktor Durasovic     | 7–5, 6-3         |

##### Finali perse (6)
| Legenda tornei minori |
| Challenger (1)        |
| Futures (5)           |

| N. | Data            | Torneo                                           | Superficie  | Avversario in finale | Punteggio        |
| 1. | 7 giugno 2009   | Slovenia F2, Maribor                             | Terra rossa | Marko Tkalec         | 7-5, 3-6, 4-6    |
| 2. | 19 luglio 2009  | Austria F5, Telfs                                | Terra rossa | Johannes Ager        | 3-6, 6(2)-7      |
| 3. | 10 maggio 2010  | Bosnia & Herzegovina F3, Doboj                   | Terra rossa | Michal Schmid        | 7-5, 2-6, 6(4)-7 |
| 4. | 16 ottobre 2011 | Croatia F12, Salona                              | Terra rossa | Nick Van Der Meer    | 6-3, 4-6, 2-6    |
| 5. | 22 luglio 2012  | ATP China International Tennis Challenge, Anning | Terra rossa | Grega Žemlja         | 6-1, 5-7, 3-6    |
| 6. | 20 marzo 2016   | Irving Tennis Classic, Irving                    | Cemento     | Marcel Granollers    | 1–6, 1-6         |

#### Doppio

##### Vittorie (3)
| Legenda         |
| Challengers (1) |
| Futures (2)     |

| N. | Data              | Torneo                      | Superficie    | Compagno      | Avversario in finale               | Punteggio             |
| 1. | 25 gennaio 2009   | Austria F1, Salisburgo      | Sintetico (i) | Andrej Martin | Gerald Melzer Nicolas Reissig      | 6-3, 6-2              |
| 2. | 23 agosto 2009    | Austria F7, Sankt Pölten    | Terra rossa   | Andraz Bedene | Pascal Brunner Michael Linzer      | 6-4, 6-3              |
| 3. | 25 settembre 2011 | BMW Ljubljana Open, Lubiana | Terra rossa   | Grega Žemlja  | Roberto Bautista Agut Iván Navarro | 6-3, 6(10)-7, [12-10] |

##### Finali perse (1)
| Legenda         |
| Challengers (0) |
| Futures (1)     |

| N. | Data          | Torneo            | Superficie  | Compagno     | Avversario in finale                  | Punteggio |
| 1. | 3 giugno 2012 | Slovenia F1, Bled | Terra rossa | Grega Žemlja | Mislav Hizak Tristan-Samuel Weissborn | w/o       |

## Risultati in progressione
| Sigla | Risultato               |
| ----- | ----------------------- |
| V     | Vincitore               |
| F     | Finalista               |
| SF    | Semifinalista           |
| O     | Oro olimpico            |
| A     | Argento olimpico        |
| SF    | Bronzo olimpico         |
| QF    | Quarti di Finale        |
| 4T    | Quarto turno            |
| 3T    | Terzo turno             |
| 2T    | Secondo turno           |
| 1T    | Primo turno             |
| RR    | Round Robin             |
| LQ    | Turno di qualificazione |
| A     | Assente                 |
| ND    | Non disputato           |

| Legenda superfici    |
| -------------------- |
| Cemento              |
| Terra battuta        |
| Erba                 |
| Superficie variabile |

### Singolare
| Tornei Grande Slam         |               |               |     |               |               |               |     |               |               |               |               |     |     |       |
| Australian Open, Melbourne | A             | A             | Q2  | 1T            | 1T            | 1T            | 1T  | 1T            | 1T            | 1T            | 2T            | 1T  | A   | 1-9   |
| Roland Garros, Parigi      | A             | A             | Q2  | 1T            | A             | 1T            | 3T  | 2T            | 1T            | 1T            | 3T            | 2T  | 3T  | 8-9   |
| Wimbledon, Londra          | Q2            | A             | Q1  | 1T            | 1T            | 2T            | 1T  | 3T            | 2T            | 1T            | ND            | 3T  | 1T  | 6-9   |
| US Open, New York          | A             | A             | Q2  | 1T            | Q3            | 2T            | 1T  | 1T            | 1T            | 3T            | 1T            | A   | 1T  | 3-8   |
| Vittorie-Sconfitte         | 0-0           | 0-0           | 0-0 | 0-4           | 0-2           | 2-4           | 2-4 | 3-4           | 1-4           | 2-4           | 3-3           | 3-3 | 2-3 | 18-35 |
| Giochi Olimpici            |               |               |     |               |               |               |     |               |               |               |               |     |     |       |
| Giochi Olimpici            | Non disputati | Non disputati | A   | Non disputati | Non disputati | Non disputati | A   | Non disputati | Non disputati | Non disputati | Non disputati | A   | ND  | 0-0   |
| Vittorie-Sconfitte         | Non disputati | Non disputati | 0-0 | Non disputati | Non disputati | Non disputati | 0-0 | Non disputati | Non disputati | Non disputati | Non disputati | 0-0 | ND  | 0-0   |

### Doppio
| Tornei Grande Slam         |               |               |     |               |               |               |     |               |               |               |               |     |     |      |
| Australian Open, Melbourne | A             | A             | A   | A             | A             | A             | 1T  | A             | A             | 1T            | 1T            | 1T  | A   | 0-4  |
| Roland Garros, Parigi      | A             | A             | A   | 2T            | A             | 1T            | A   | A             | A             | 1T            | 2T            | 1T  | 1T  | 2-6  |
| Wimbledon, Londra          | A             | A             | A   | 1T            | A             | 1T            | A   | A             | A             | A             | ND            | A   | 1T  | 0-3  |
| US Open, New York          | A             | A             | A   | A             | A             | 1T            | A   | A             | A             | A             | A             | A   | 1T  | 0-2  |
| Vittorie-Sconfitte         | 0-0           | 0-0           | 0-0 | 1-2           | 0-0           | 0-3           | 0-1 | 0-0           | 0-0           | 0-2           | 1-2           | 0-2 | 0-3 | 2-15 |
| Giochi Olimpici            |               |               |     |               |               |               |     |               |               |               |               |     |     |      |
| Giochi Olimpici            | Non disputati | Non disputati | A   | Non disputati | Non disputati | Non disputati | A   | Non disputati | Non disputati | Non disputati | Non disputati | A   | ND  | 0-0  |
| Vittorie-Sconfitte         | Non disputati | Non disputati | 0-0 | Non disputati | Non disputati | Non disputati | 0-0 | Non disputati | Non disputati | Non disputati | Non disputati | 0-0 | ND  | 0-0  |

## Vittorie contro tennisti top 10
| #    | Giocatore          | Ranking | Torneo                        | Superficie  | Turno | Punteggio |
| ---- | ------------------ | ------- | ----------------------------- | ----------- | ----- | --------- |
| 2018 |                    |         |                               |             |       |           |
| 1.   | Kevin Anderson     | 7       | Internazionali d'Italia, Roma | Terra rossa | 2T    | 6–4, rit. |
| 2020 |                    |         |                               |             |       |           |
| 2.   | Stefanos Tsitsipas | 6       | Rotterdam Open, Rotterdam     | Cemento (i) | 2T    | 7–5, 6–4  |